# Kirdžali
Kirdžali (in russo: Кирджали, traslitterato: Kirdžali) è un'opera in prosa di Aleksandr Sergeevič Puškin, scritta nel 1821. È tratta dai racconti che l'autore ascoltò durante un suo soggiorno in Bessarabia. Qui apprese la storia di Kirdžali, così chiamato dal significato turco della parola (eroe, uomo valoroso). In realtà il personaggio non nutriva alcun sentimento patriottico ma era mosso da esclusivo desiderio di ricchezza.
L'opera appartiene al genere del povest', un genere in prosa di lunghezza intermedia tra il racconto e il romanzo.

## La trama
Primavera 1821. Kirdzali, brigante bulgaro, si unisce ai patrioti greci che combattono contro i Turchi per l'indipendenza, nell'associazione chiamata Eterìa. Nel momento in cui i Turchi, in soverchiante numero, disperdono i patrioti al confine con la Russia, Kirdzali e pochi sopravvissuti si rifugiano in Bessarabia, dove il brigante è presto raggiunto e arrestato dalle autorità turche, su delazione di una spia. Condannato a morte, escogita un piano per la salvezza: dopo aver convinto le guardie (bonari contadini) che durante gli anni delle razzie aveva racimolato un forte bottino in oro, poi sepolto nei dintorni del carcere, si fa portare fuori insieme a loro per estrarlo e dividerlo. Arrivato sul posto del finto ritrovamento, sottrae la spada e la pistola ad una guardia e mette in fuga le altre. Dopodiché, libero, minaccia la città di Jassy di distruzione se non gli sarà corrisposto un forte riscatto.
| Controllo di autorità | VIAF (EN) 5627152139993911100006 |